# Pegasus (Shareware-CD)
| QS-Informatik | Dieser Artikel wurde wegen inhaltlicher Mängel auf der Qualitätssicherungsseite der Redaktion Informatik eingetragen. Dies geschieht, um die Qualität der Artikel aus dem Themengebiet Informatik auf ein akzeptables Niveau zu bringen. Hilf mit, die inhaltlichen Mängel dieses Artikels zu beseitigen, und beteilige dich an der Diskussion! (+) Begründung: Generelle Überarbeitung notwendig, weitere Quellen einarbeiten, Rezeption klarer darstellen. ‣Andreas•⚖ 08:19, 19. Apr. 2025 (CEST) |

Unter dem Titel Pegasus wurde von der S.A.D. GmbH eine bekannte deutsche Shareware-CD-Reihe der 1990er Jahre vertrieben.
Zum jeweiligen Erscheinungszeitpunkt beinhalteten die CD-ROMs bis zu 650 MB aktuelle deutsche und internationale Shareware. Produziert wurde die Reihe von der Firma Canyon. Wurden anfangs klassische Versionsnummern verwendet, Version 1.0, 1.2, 2.0 usw., so wurde ab 1995 das Nummerierungsschema datumsorientiert, zum Beispiel 2/95 oder 1/97, bzw. wieder bei Eins beginnend in Volumes durchnummeriert. Neben Pegasus-Ausgaben für DOS erschienen auch welche für Windows 3.x, 9x und NT und sogar eine Ausgabe für OS/2. Die letzten Ausgaben erschienen nur noch für Windows, da DOS und OS/2 an Bedeutung verloren hatten.
Die zunehmende Verfügbarkeit des Internets sowie regelmäßige CD-ROM-Beilagen von PC-Zeitschriften führten vermutlich dazu, dass die Pegasus-CDs eingestellt wurden.
Vergleichbare Produkte waren die CD-ROMs von TopWare (u. a. bekannt durch D-Sat, D-Info) und die internationale Reihe „Night Owl“, sowie die Stars of Shareware Reihe aus dem gleichen Haus, wie die Pegasus CD-ROMs.
| Releasdatum    | Bezeichnung                      |
| -------------- | -------------------------------- |
| September 1991 | Pegasus 1.0                      |
| November 1992  | Pegasus 1.2                      |
| April 1993     | Pegasus Graphics Universe 1      |
| Juni 1993      | Pegasus 2.0                      |
| September 1993 | Pegasus Win & OS/2 Edition       |
| Januar 1994    | Pegasus 3.0                      |
| Juni 1994      | Pegasus Graphics Universe 2      |
| Juni 1994      | Pegasus 4.0                      |
| September 1994 | Pegasus Windows 2.0              |
| November 1994  | Pegasus Source 1.0               |
| Oktober 1994   | Pegasus 5.0                      |
| März 1995      | Pegasus Vol. 1/95                |
| Juli 1995      | Pegasus Games Vol. 1             |
| September 1995 | Pegasus Win95                    |
| September 1995 | Pegasus Source Edition 1995/1996 |
| Oktober 1995   | Pegasus Vol. 2                   |
| Februar 1996   | Pegasus Vol. 3                   |
| Oktober 1996   | Pegasus Vol. 5                   |